# Rugby Americas North Sevens Femenino 2018
El Rugby Americas North Sevens Femenino de 2018 fue la decimocuarta edición del torneo femenino de rugby 7 de la confederación norteamericana.
Se disputó el 22 y 23 de septiembre en Saint James, Barbados.

## Posiciones

### Grupo A
| Equipo               | Encuentros | Encuentros | Encuentros | Encuentros | Tantos  | Tantos    | Tantos     | Puntos |
| Equipo               | jugados    | ganados    | empatados  | perdidos   | a favor | en contra | diferencia | Puntos |
| -------------------- | ---------- | ---------- | ---------- | ---------- | ------- | --------- | ---------- | ------ |
| México               | 4          | 3          | 0          | 1          | 102     | 26        | +76        | 10     |
| Santa Lucía          | 4          | 3          | 0          | 1          | 71      | 32        | +39        | 10     |
| República Dominicana | 4          | 2          | 1          | 1          | 38      | 24        | +14        | 9      |
| Guyana               | 4          | 1          | 1          | 2          | 56      | 59        | -3         | 7      |
| Barbados             | 4          | 0          | 0          | 4          | 5       | 131       | -126       | 4      |

### Grupo B
| Equipo            | Encuentros | Encuentros | Encuentros | Encuentros | Tantos  | Tantos    | Tantos     | Puntos |
| Equipo            | jugados    | ganados    | empatados  | perdidos   | a favor | en contra | diferencia | Puntos |
| ----------------- | ---------- | ---------- | ---------- | ---------- | ------- | --------- | ---------- | ------ |
| Trinidad y Tobago | 4          | 3          | 1          | 0          | 166     | 12        | +154       | 11     |
| Jamaica           | 4          | 3          | 1          | 0          | 147     | 19        | +128       | 11     |
| Bahamas           | 4          | 2          | 0          | 2          | 82      | 69        | +13        | 8      |
| Bermudas          | 4          | 1          | 0          | 3          | 59      | 98        | -39        | 6      |
| Curazao           | 4          | 0          | 0          | 4          | 0       | 256       | -256       | 4      |

#### Copa de oro
|  | Semifinales       | Semifinales       | Semifinales       |                   |        | Copa         | Copa         | Copa         |  |
|  |                   |                   |                   |                   |        |              |              |              |  |
|  |                   |                   |                   |                   |        |              |              |              |  |
|  | México            | México            | 19                |                   |        |              |              |              |  |
|  | México            | México            | 19                |                   |        |              |              |              |  |
|  | Jamaica           | Jamaica           | 5                 |                   |        |              |              |              |  |
|  | Jamaica           | Jamaica           | 5                 |                   | México | México       | 15           |              |  |
|  |                   |                   |                   |                   | México | México       | 15           |              |  |
|  |                   |                   | Trinidad y Tobago | Trinidad y Tobago | 0      |              |              |              |  |
|  | Trinidad y Tobago | Trinidad y Tobago | Trinidad y Tobago | Trinidad y Tobago | 0      | 22           |              |              |  |
|  | Trinidad y Tobago | Trinidad y Tobago |                   |                   |        | 22           |              |              |  |
|  | Santa Lucía       | Santa Lucía       | 5                 |                   |        | Tercer lugar | Tercer lugar | Tercer lugar |  |
|  | Santa Lucía       | Santa Lucía       | 5                 |                   |        | Tercer lugar | Tercer lugar | Tercer lugar |  |
|  |                   |                   |                   |                   |        |              |              |              |  |
|  |                   |                   |                   |                   |        | Jamaica      | Jamaica      | 5            |  |
|  |                   |                   |                   |                   |        | Jamaica      | Jamaica      | 5            |  |
|  |                   |                   |                   |                   |        | Santa Lucía  | Santa Lucía  | 0            |  |
|  |                   |                   |                   |                   |        | Santa Lucía  | Santa Lucía  | 0            |  |
|  |                   |                   |                   |                   |        |              |              |              |  |

| Bandera de México |
| Campeón México    |
| 3.er título       |